# Gypsy
För andra betydelser, se Gypsy (olika betydelser).
Gypsy är en amerikansk musikal från 1959 av Jule Styne (musik), Stephen Sondheim (sångtext), Arthur Laurents (manus) och Jerome Robbins (regi och koreografi). 
Herrarna bakom West Side Story (minus Leonard Bernstein) återförenades för denna musikal med verklighetsbakgrund: den legendariska striptease-artisten Gypsy Rose Lees humoristiska memoarer. Musikalen handlar om hur hennes dominerande mamma kämpar för att göra sina två döttrar till barnstjärnor i vaudevillen och hur Gypsy till slut slår igenom, genom att strippa. Robbins tänkte musikalen som en hyllning till äldre tiders billiga underhållning, men mycket kom i stället att byggas kring originaluppsättningens dragplåster Ethel Merman i rollen som mamman.
Uppsättningen har sällan spelats utanför USA (och aldrig i Sverige) men räknas som en musikalgenrens klassiker och har satts upp på Broadway på nytt med stora kvinnliga stjärnor i huvudrollen: 1974 med Angela Lansbury, 1990 med Tyne Daly och 2005 med Bernadette Peters. 

## Filmatiseringar
En filmversion gjordes 1962 med Natalie Wood och en tv-version 1993 med Bette Midler.